# جوئل کارول
جوئل کارول (انگلیسی: Joel Carroll؛ زادهٔ ۱۹۸۶ (۳۸–۳۹ سال)) ورزشکار هاکی روی چمن اهل استرالیا است.
وی در مسابقات کشوری و بین‌المللی در مجموع برندهٔ ۳ مدال طلا، ۱ مدال برنز شده‌است.